# دهستان امان‌آباد
دهستان امان‌آباد یکی از دهستان‌های استان مرکزی است که در بخش مرکزی شهرستان اراک واقع شده است.
روستاهای تابع آن عبارتند از: امان آباد، انجدان، جمالکه، حسن آباد، رودباران، ساق، کاروانسرا، زالو، گیلی، انجیرک، سوارآباد و کودزر.